# Bühnendeutsch
Bühnendeutsch ist eine einheitliche Ausspracheregelung für die deutsche Schriftsprache im Theaterbetrieb des deutschen Sprachraums, die sich im 19. Jahrhundert etablierte. Gemäß Theodor Siebs soll die „Bühnensprache […] eine edle und darum sehr rein gesprochene Sprache sein. Keinesfalls darf aber die Sorgfalt der Aussprache die Lebendigkeit des Ausdrucks stören […]“.

## Geschichte
Das Neuhochdeutsche hatte sich vom 15. Jahrhundert an zunächst als reine Schriftsprache entwickelt, die zwischen den Regionaldialekten vermittelte. Das gesprochene Deutsch dagegen blieb bis ins 19. Jahrhundert hinein der jeweilige Dialekt.
Als um 1800 das deutschsprachige Theater an Anspruch und Ausstrahlung gewann, ergab sich der Wunsch nach einer einheitlichen Aussprache für die Bühnenaufführungen. Darüber hinaus war der Grund auch ökonomisch, da die Wandertheater, wie zum Beispiel die Ackermannsche Truppe, ganz Europa bereisten und der Herkunftsdialekt der Schauspieler dadurch eingedämmt werden sollte, damit sie besser verstanden wurden.
1898 wurde das Bühnendeutsch schließlich in Berlin auf einer Konferenz von Germanisten und Theaterdirektoren kodifiziert. Im selben Jahr erschien das Standardwerk Deutsche Bühnenaussprache des Breslauer Germanistikprofessors Theodor Siebs.
Das Bühnendeutsch orientierte sich an den Lautwerten der Schriftsprache und gewann im Laufe des 19. Jahrhunderts großes Ansehen als „reines Hochdeutsch“. In vielen Punkten entspricht es einer norddeutschen Aussprache der sich ursprünglich an süddeutschen Aussprachegewohnheiten orientierenden neuhochdeutschen Schriftsprache. Ein Beispiel dafür ist die Vorgabe, die Endsilbe „-ig“ grundsätzlich wie -ich auszusprechen, wofür raumakustische Gründe vorgebracht wurden. In Deutschland hat sich die Aussprache -ich als „korrekt“ etabliert, nicht jedoch in Österreich und der Deutschschweiz. Ein anderes Element des Bühnendeutsch ist das „rollende R“ (Zungenspitzen-R).

## Grundsätze
Die Hauptgrundsätze der Regelung:
1. Es sollen nicht etwa neue Ausspracheregeln angeordnet, sondern der bestehende Gebrauch soll festgestellt werden; wo sich Unterschiede ergeben, sind sie nach Maßgabe der üblichsten und zweckmäßigsten Aussprache auszugleichen.
2. Die Schreibung kann niemals Maßstab für die Aussprache sein. Die Schrift ist gegenüber der Aussprache stets etwas Sekundäres.
3. Die feste Regelung berücksichtigt nur die ruhige, verstandesmäßige Rede; dem Ausdrucke der Stimmung muss ein gewisser Spielraum gelassen werden.
4. Fälle, in denen Reim, Rhythmus oder seltener Sprachgebrauch besondere Abweichungen vom Üblichen fordern, sind von der Regelung ausgeschlossen.

Die Eigenart der deutschen Bühnenaussprache:
1. Die sprachgeschichtliche Beurteilung gewinnt aus den Punkten, in denen an allen deutschen Bühnen die Aussprache einig ist.
2. Die Bühne muss vor allem auf Deutlichkeit und Fernwirkung bedacht sein, und daher sind ihrer Sprache langsameres Tempo und größerer Kraftaufwand eigen als unserer Umgangssprache.
3. Von großer Wichtigkeit sind die Fremdwörter, denn ihre – meistens unterschätzte – Zahl ist sehr groß, und bei der Aussprache werden, selbst an guten Bühnen, begreiflicherweise viele Verstöße gemacht.